# Esaias Heidenreich
Esaias Heidenreich, o Velho (Löwenberg, Silésia, 10 de Abril de 1532 — 26 de Abril de 1589) foi pregador, teólogo evangélico e professor de teologia do ginásio de Santa Elisabeth em Breslau.  Era irmão de Johannes Heidenreich e filho de Lorenz Heidenreich, que participou, junto com Martinho Lutero, no Debate reformista de Leipzig. Tornou-se reitor em Zittau de 1545 até 1557. Seu filho mais velho Esaias Heidenreich  (1557-1621) estudou na Universidade de Frankfurt an der Oder e também foi professor de teologia.

## Publicações
- Beweis daß die sogenannten Böhmisch- und Mährischen Brüder weder öffentlich noch insbesondere mit denen Gemeinen der Augspurgischen Confeßion einstimmig seyn
- Zwo christliche und gar freundtliche vermannungen 1581
- Dreiundvierzig Predigten über den Propheten Amos 1583
- Zwo christliche und gar freundtliche vermannungen
- Sechsundzwanzig Bußpredigten über den Propheten Joel 1581
- Candido Et Pio Lectori Sal. In Sal. P. Esaias Heidenreich S. Th. Doctor: Vixi hactenus, Auditores charissimi, in Ecclesia & Schola Reipvblicae huius Christianae ad quadriennium ... Leobergae ex Musaeo meo in Virgilia Visitationis Mariae, Anno pacientiae & silientij 1596
- Sechs und funfftzig Predigten Uber die lustige und herrliche Historien Josuae, des streitbaren Helden und Fürsten des Volcks Gottes: Christlichen Haußvätern und andern liebhabern Göttliches worts in dieser letzten und bösen zeit zu nutz und dienst geschrieben 1580
- Brevis de ministerio evangelii theoria 1559
- Dreyerley KIrchen Lection: auff die Marterwochen/ vnd son 1585